# 魔兽世界：经典版
《魔獸世界：經典版》是大型多人在线角色扮演游戏（MMORPG）《魔兽世界》的官方怀旧服务器，由暴雪娱乐开发制作。魔兽世界正在开发經典版的信息在2017年11月3日的暴雪嘉年华上正式公布，2019年5月15日开始beta测试，于2019年8月27日正式上线。

## 游戏内容
- 經典版的地图只包含卡利姆多、东部王国两块最原始地图，并且所有地图及背景音乐均为大灾变之前的原版，但地图贴图、画质及分辨率和原版对比均有大幅度的提高。

- 联盟可选种族：人类、矮人、侏儒、暗夜精灵，部落可选种族：兽人、牛头人、巨魔、亡灵。

- 可选职业及种族列表：战士（所有种族均可选）、法师（人类、侏儒、巨魔、亡灵可选）、术士（人类、侏儒、兽人、亡灵可选）、牧师（人类、矮人、暗夜精灵、亡灵、巨魔可选）、猎人（矮人、暗夜精灵、兽人、牛头人、巨魔可选）、德鲁伊（暗夜精灵、牛头人可选）、盗贼（人类、矮人、暗夜精灵、侏儒、兽人、亡灵、巨魔可选）、圣骑士（人类、矮人可选，联盟专属职业）、萨满祭司（兽人、牛头人、巨魔可选，部落专属职业）

- 經典版预计将分六个阶段逐步解锁内容、开放副本和其他系统（包括安其拉开门世界事件）：第一阶段：熔火之心、奥妮克希亚的巢穴、玛拉顿；第二阶段：厄运之槌、蓝龙艾索雷葛斯、卡扎克；第三阶段：黑翼之巢、暗月马戏团、暗月马戏团套牌开始掉落；第四阶段：祖尔格拉布、梦魇四绿龙；第五阶段：安其拉之战开门事件、安其拉副本（安其拉废墟、安其拉神殿）、5人副本装备调整（T0.5装备、圣物、掉率和掉落来源调整）；第六阶段：纳克萨玛斯、天灾入侵。